# Karl Friedrich von Steinmetz

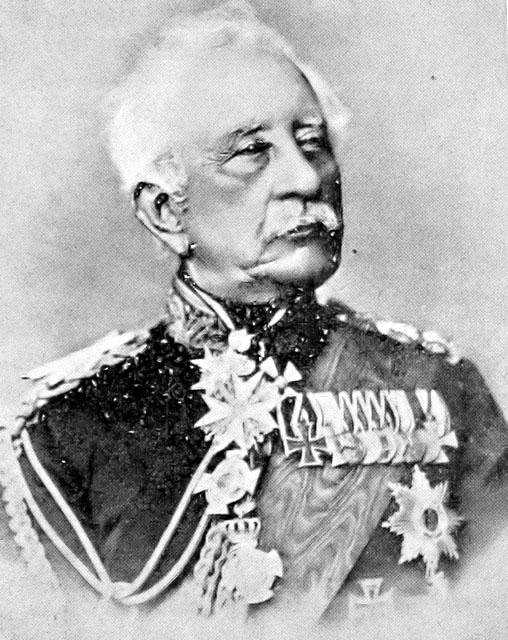
Karl Friedrich von Steinmetz

Karl Friedrich von Steinmetz (* 27. Dezember 1796 in Eisenach; † 4. August 1877 in Bad Landeck) war ein preußischer Generalfeldmarschall.

## Leben
Karl Friedrich von Steinmetz trat im Januar 1806 in das Kulmer Kadettenhaus ein und wechselte Mitte Mai 1808 an das Kadettenhaus Stolp. Im gleichen Jahr verstarb sein Vater Johann Wilhelm von Steinmetz im Alter von 46 Jahren. Karl Friedrich rückte Mitte August 1811 in das Berliner Kadettenhaus auf und erwarb dort den Rang eines Portepeeunteroffiziers.
Im Februar 1813 wurde Steinmetz als Sekondeleutnant dem 1. Infanterie-Regiment der Preußischen Armee zugeteilt, das zum Verband des Yorckschen Korps gehörte. Während der folgenden Befreiungskriege machte alle Gefechte dieses Korps mit, wofür er das (neu gestiftete) Eiserne Kreuz II. Klasse erhielt.
Im Jahre 1818 wurde er zum Premierleutnant befördert und 1819 in das 2. Garde-Regiment versetzt. Zur weiteren Ausbildhung absolvierte Steinmetz 1821/23 die Allgemeine Kriegsschule und war 1824/26 zum topographischen Büro kommandiert. Im April 1829 stieg er zum Kapitän und Kompaniechef auf. In dieser Eigenschaft erfolgte Ende September 1829 seine Versetzung in das Garde-Reserve-Infanterie-(Landwehr-)Regiment und zum 30. März 1835 in das Kaiser Franz Grenadier-Regiment. Ende März 1839 wurde er Major und zweiter Kommandant des III. Bataillons im 4. Garde-Landwehr-Regiment. Zwei Jahre später folgte seine Rückversetzung als Kommandeur des II. Bataillons im Garde-Reserve-Infanterie-(Landwehr-)Regiment.
Erst das Jahr 1848 brachte ihn in die Lage, seine militärischen Fähigkeiten seit den Befreiungskriegen zum ersten Mal wieder im Felde zu bewähren. Eine königliche Order betraute ihn mit der Führung der zwei Musketierbataillonen des 2. Infanterie-Regiments. An der Spitze dieser Truppenteile zog Steinmetz in den Schleswig-Holsteinischen Krieg. Für seine Leistungen während der Kämpfe bei Schleswig und Düppel erhielt er den Orden Pour le Mérite, den ihm Prinz Wilhelm bei der Parade der zurückgekehrten Bataillone persönlich umhängte.
In weiterer Anerkennung seiner Leistungen ernannte ihn König Friedrich Wilhelm IV. außer der Tour am 6. November 1848 zum Kommandeur des 32. Infanterie-Regiments. In dieser Stellung avancierte er am 8. Mai 1849 zum Oberstleutnant und hatte ab Mitte Mai den Befehl über die zum Schutz von Dessau dort zusammengezogenen preußischen Truppen. Nachdem Steinmetz im März 1850 zur Vertretung des abwesenden Kommandanten von Magdeburg kommandiert wurde, rückte er im Herbst mit seinem Regiment im Rahmen des Verfassungskonflikts in das Kurfürstentum Hessen ein und war bis zum Abzug Kommandant von Kassel. Am 18. Januar 1851 stieg er zum Oberst auf und wurde am 17. April des Jahres Kommandant des Kadettenkorps. Am 25. April 1854 wurde er Kommandant von Magdeburg und im Juli 1854 zum Generalmajor befördert. Am 3. Dezember 1857 übernahm er das Kommando über die 1. Division in Königsberg. Am 22. Mai 1858 erhielt er die Beförderung zum Generalleutnant. Steinmetz kommandierte am 18. Oktober 1861 die große Parade bei der Krönung Wilhelms I. in Königsberg und erhielt den Roten Adlerorden I. Klasse mit Eichenlaub. Am 29. Januar 1863 übernahm er die Führung des II. Armee-Korps in Stettin, musste es aber am 18. Mai 1864 an den Kronprinzen Friedrich Wilhelm abtreten und übernahm daher am 15. August 1864 die Führung des V. Armee-Korps in Posen.

### Deutscher Krieg
Als Kommandierender General des V. Armee-Korps nahm Steinmetz 1866 am Preußisch-Österreichischen Krieg teil. Er wurde der 2. Armee des Kronprinzen zugeteilt, die über drei Pässe des Riesengebirges in Böhmen einrückte. Das Korps Steinmetz bildete zusammen mit dem hinter ihm stehenden VI. Armee-Korps unter Louis von Mutius den linken Flügel der kronprinzlichen Armee. Der kaiserliche Feldherr, Generalfeldzeugmeister Ludwig von Benedek, wollte die Vereinigung der kronprinzlichen Korps unter allen Umständen verhindern. Es kam am 27. Juni 1866 bei Nachod zu schweren, aber siegreichen Gefechten gegen das VI. Korps unter Wilhelm Ramming. Hierfür erhielt Steinmetz den Beinamen „Löwe von Nachod“. Mit diesem Sieg hatte sich Steinmetz den Weg aus dem Gebirge erkämpft und seine Truppen hatten das Hochplateau von Vysokov erobert.
Am nächsten Tag schlugen Teile seiner Truppen bei Skalitz das österreichische VIII. Korps unter Erzherzog Leopold vollständig. In der Schlacht von Schweinschädel am darauf folgenden Tag siegte er mit seinen Truppen über einen Teil des österreichischen IV. Korps. Der Sieg bei Skalitz zwang das österreichische Heer, das bisherige Ziel aufzugeben und sich auf Königgrätz zurückzuziehen, da sich Steinmetz sonst im Rücken der Österreicher befunden hätte. Mit diesen Erfolgen der von Steinmetz geführten Einheiten wurde der entscheidende Sieg bei Königgrätz erst wirklich vorbereitet. Sein Korps war an dieser Entscheidungsschlacht nicht selbst beteiligt, da es nach den Kämpfen bei Schweinschädel hinter den anderen drei Korps zurückbleiben musste. Er traf mit seinen Truppen erst gegen 20 Uhr auf dem Gefechtsfeld an. Dabei hatten seine Truppen an diesem Tag 40 km, teilweise auf unbefestigten Wegen und sogar querfeldein, zurückgelegt. Neben Moltke war Karl Friedrich von Steinmetz damals der gefeiertste preußische Heerführer.
Sein Korps hatte am 27. und 28. Juni jeweils mit nur einem Teil seiner Truppen ein gesamtes gegnerisches Korps geschlagen und am 29. Juni 1866 ein verstärktes Regiment vollständig vernichtet. Dabei betrugen seine eigenen Verluste 2.889 Mann, seine Gegner verloren über 13.000 Mann.
Für seine Verdienste in diesem Krieg erhielt er eine beträchtliche Dotation und bereits nach der Schlacht von Schweinschädel den Schwarzen Adlerorden mit dem en sautoir zu tragenden Großkreuz des Roten Adlerordens mit Eichenlaub und Schwertern. Im Verleihungsschreiben wies König Wilhelm ausdrücklich darauf hin, dass dies seine (Wilhelms) erste Verleihung sei und die erste Verleihung überhaupt seit den Befreiungskriegen. Zudem wurde er nach dem Friedensschluss am 20. September 1866 zum Chef des Westphälischen Füsilier-Regiments Nr. 37 ernannt, dass ab 1889 seinen Namen führte.

### Deutsch-Französischer Krieg

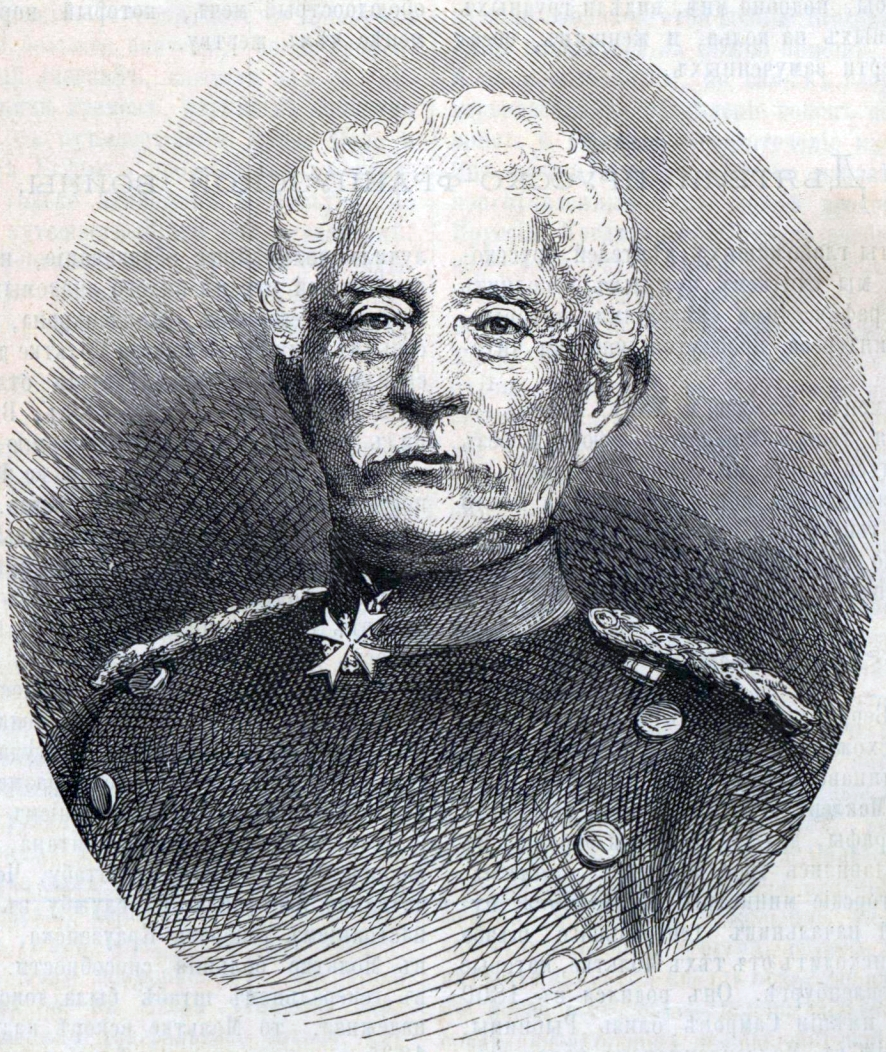
Karl Friedrich von Steinmetz, 1870

Steinmetz’ Erfolge im böhmischen Feldzug verschafften ihm im Deutsch-Französischen Krieg 1870/71 ein selbständiges Kommando als Heerführer. Ihm wurde die deutsche 1. Armee, bestehend aus dem VII. und VIII. Korps, unterstellt, wozu später noch das I. Korps und die 1. Kavallerie-Division traten. Auf diesem Posten vermochte sich der nunmehr 74-Jährige nicht mehr ganz auf der Höhe seiner Zeit zu zeigen. Mit der Einführung des Telegrafen waren die Armeeführer viel enger an die Befehle der obersten Heeresleitung gebunden. Moltke hat von dieser Einrichtung seit dem Krieg von 1866 einen effizienten Gebrauch gemacht. Am 6. August 1870 hat Steinmetz nicht nur ohne Befehl den verlustreichen Sturm auf die Spicherer Höhen angeordnet, sondern sich dabei auch auf die Marschstraße der 2. Armee des Prinzen Friedrich Karl begeben, was zu Reibereien zwischen den beiden Armeeoberbefehlshabern und dem Generalstab führte.
Nach der Schlacht bei Colombey wurde seine Armee auf ein einzelnes Korps reduziert. Wie schon bei Spichern war Steinmetz während des Gefechtes überhaupt nicht vor Ort, er kam erst nach dem Ende der Kämpfe dort an. Während der Schlacht bei Gravelotte am 18. August 1870 befahl er eigenmächtig einen Frontalangriff auf eine starke französische Stellung, wobei die beiden beteiligten Armeekorps erhebliche Verluste erlitten. Für diesen Angriff hatte er sich eigenmächtig das VIII. Korps der 2. Armee unterstellt. Steinmetz hatte offensichtlich die Wirkung der modernen Hinterladergewehre völlig unterschätzt, war aber nicht bereit, den scheiternden Angriff rechtzeitig abzubrechen. Indessen hatte der französische Befehlshaber Marschall Bazaine nicht das Kalkül, die blutige Teilniederlage Steinmetz’ auszunützen.
Die Folge seines Verhaltens war die Unterstellung seiner Armee unter den Oberbefehl des Prinzen Friedrich Karl. Während der Belagerung von Metz kam es zwischen den beiden zu einem vollständigen Bruch. Aber erst als Steinmetz in seinem Groll gegen den Prinzen sich eines subordinationswidrigen Verhaltens schuldig machte, indem er seinem Oberkommandierenden gegenüber eine Meldung unterließ, wurde er als Generalgouverneur nach Posen versetzt.
Sein daraufhin eingereichtes Abschiedsgesuch lehnte der König vorerst ab. „Ich bin es Ihren ausgezeichneten Diensten schuldig, Sie vor einen derartigen Schritt zu bewahren“ schrieb der Monarch seinem alten General. Noch vor dem offiziellen Friedensschluss wurde Steinmetz am 8. April 1871 von seiner Stellung als Generalgouverneur entbunden und unter Verleihung des Charakters eines Generalfeldmarschalls zu den Offizieren von der Armee versetzt. Beim feierlichen Einzug der preußischen Truppen in Berlin erhielt Steinmetz am 16. Juni 1871 das Eichenlaub zum Orden Pour le Mérite. Nachdem er am 30. November 1872 zum Mitglied des Preußischen Herrenhauses berufen worden war, beging er Anfang März 1873 sein 60-jähriges Dienstjubiläum. Eine weitere Ehrung erhielt Steinmetz Anfang September des Jahres, als man das Fort Bellecroix nach ihm benannte. Am 20. Juli 1875 wurde er schließlich mit Pension zur Disposition gestellt und war weiterhin in der Rangliste der Armee zu führen.
Er setzte sich in Görlitz zur Ruhe und starb 80-jährig in der Nacht vom 3. zum 4. August 1877, bei einem Kuraufenthalt in Bad Landeck, an einem Herzschlag.
Der preußische Militärmusiker Carl Bratfisch widmete dem Generalfeldmarschall den bekannten „Steinmetz-Marsch“ (AM II, 197).

### Familie
Steinmetz heirate am 26. Oktober 1825 in Potsdam Julie von Steinmetz (1801–1863), eine Tochter seines Onkels Karl Friedrich Franciscus von Steinmetz. Aus dieser Ehe gingen die Kinder Otto (1826–1827), Selma (1828–1854) und Ida (1831–1832) hervor. Nach dem Tod seiner Frau heiratete er am 12. November 1867 auf Burg Hohenzollern die 52 Jahre jüngere Else von Krosigk (1848–1905), Tochter des Generalmajors Hermann von Krosigk. Sie heiratete am 12. April 1880 den Grafen Karl von Brühl (1853–1923), Patronatsherr auf Schloss Seifersdorf.